# Архетип дитини
Архетип дитини — юнгіанський архетип, вперше запропонований психологом Карлом Юнгом. В останні роки авторка Керолайн Місс припустила, що дитина, з чотирьох архетипів виживання (жертва, повія та саботажник), присутня в усіх людях. Згідно з Місс, його присутність варіюється від «по-дитячому туга за невинними, незалежно від віку» та включає субархетипи: «поранена дитина», «покинута чи сирота», «залежна дитина», «чарівний /невинна дитина», «дитина природи», «божественна дитина» і «вічна дитина».

## Юнгіанці
Юнг помістив «дитину» (включно з дитиною-героєм) у список архетипів, які представляють віхи в індивідуації. Юнгіанці, досліджуючи міф про героя, зазначили, що «він представляє наші спроби розібратися з проблемою дорослішання, якому допомагає ілюзія вічної фікції». Таким чином, для Юнга «дитина — потенційне майбутнє», а архетип дитини — символ особистості, що розвивається.
Проте інші попереджали про небезпеку, яку становить для батьків архетип «божественної дитини» — віра в надзвичайний потенціал дитини.:106 У дитини, ідеалізованої батьками, з часом виховується почуття вищості.:118
Навіть якщо впливати менш гостро, дитячий архетип може гальмувати психологічне дозрівання і призвести до того, що доросла людина є, по суті, «маминим сонечком». Зрештою чоловік матиме сильну прив'язаність до материнської фігури, як реальної, так і символічної, і йому не вистачатиме здатності формувати зобов'язання або бути генеративним. Жіноча версія цього, визначена як «puella», матиме відповідне прикріплення до фігури свого батька.

## Ретроспектива і перспектива
Юнга хвилювала можливість надмірного ототожнення людини з власною персоною, що перетворило б індивіда на стереотип, народжений соціальними очікуваннями та амбіціями, «недитячий і штучний». Дитячий архетип стає корисним у цьому випадку, зміцнюючи зв'язок індивіда з його минулим, допомагаючи йому згадати досвід та емоції дитинства.
У своїй перспективній ролі архетип дитини є репрезентацією майбутніх можливостей і психологічного дозрівання.

## У літературі та медіа
Архетип дитини зображується в медіа різними способами. Він може приймати форму дитини, яка демонструє дорослі якості, даючи, наприклад, мудрі поради своїм друзям, або навпаки  (як Реймонд у фільмі «Людина дощу»). У більш загальному плані «дитя-зірку можна концептуалізувати як сучасний прояв стародавнього архетипу диво-дитини».
Один з найвідоміших архетипів дитини у художній літературі — це Пітер Пен із казки Дж. М. Баррі «Пітер Пен». Пітер Пен — це символ вічної дитини, яка відмовляється виростати і жити у світі дорослих. Він втілює свободу, невинність, пригоди і вірність своїм ідеалам. Його персонаж показує бажання бути вільним, безтурботним і ніколи не старіти.

### Приклади
- Кальвін з Кельвін і Гоббс
- Лайнус ван Пельт з Peanuts
- Томмі Піклз з Невгамовних
- Батерс Стотч з Південного парку
- Ендрю «Ендер» Віггін з Гри Ендера
- Стьюї Гріффін з Гріффінів
- Меґґі Сімпсон з Сімпсонів
- Джейк Чемберс з Темна вежа
- Крішна з Бхаґавата-Пурани
- Корвін з Хронік Амбера Роджера Желязни (Корвін фактично еволюціонує через кілька дитячих архетипів, від «пораненої дитини» до «божественної дитини»)
- Дем'єн з Омена
- Ліра Белаква з Темних матерій (Ліра також еволюціонує протягом історії, оскільки вона проходить процес дорослішання і врешті-решт втрачає свою невинність)
- Г'юї Фрімен з Бундоки
- Пітер Пен з Пітера Пена

## Подальше читання
- Rothgeb, Carrie Lee; Clemens, Siegfried M., ред. (1994). Abstracts of the Collected works of C.G. Jung. London: Karnac Books. ISBN 978-1-85575-035-7.
- Kerényi, Karl (1991). Eleusis : archetypal image of mother and daughter (вид. 1st). Princeton, New Jersey: Princeton University Press. ISBN 0691019150.
- Jung, Carl J.; Kerényi, Karl (1951). Introduction to a Science of Mythology: the myth of the Divine Child and the Mysteries of Eleusis.
- Myss, Caroline (2003). Sacred contracts: awakening your divine potential (вид. 1st). New York: Three Rivers Press. ISBN 978-0-609-81011-8.